# Blepharicera capitata
Blepharicera capitata är en tvåvingeart som först beskrevs av Friedrich Hermann Loew 1863.  Blepharicera capitata ingår i släktet Blepharicera och familjen Blephariceridae.
Artens utbredningsområde är District of Columbia. Inga underarter finns listade i Catalogue of Life.